# Euderomphale secreta
Euderomphale secreta är en stekelart som beskrevs av Hulden 1986. Euderomphale secreta ingår i släktet Euderomphale och familjen finglanssteklar.
Artens utbredningsområde är:
- Finland.
- Sverige.

Arten är reproducerande i Sverige. Inga underarter finns listade i Catalogue of Life.